# Khaby Lame
Khabane „Khaby” Lame (n. 9 martie 2000, Dakar, Senegal) este un influencer senegalezo-italian. Este cunoscut pentru videoclipurile sale de pe TikTok, în care face haz prin gesturi, fără cuvinte, de videoclipurile prea complicate de tip „life hack⁠(d)”. Din 2025, el este cel mai urmărit utilizator pe TikTok. În 2022, a fost inclus în lista Fortune 'Under 40 și Forbes ' Under 30. De asemenea, a fost jurat la ediția din 2023 a emisiunii de televiziune Italia's Got Talent.

## Educație și prima parte a vieții
Lame s-a născut în Senegal la 9 martie 2000. Familia sa s-a mutat în Italia când el avea un an și locuia într-un complex de locuințe publice⁠(d) din Chivasso, lângă Torino. Are trei frați. A studiat în școli italiene până la vârsta de 14 ani, când părinții lui au decis să-l trimită temporar să studieze la o școală coranică de lângă Dakar. Lame a lucrat ca operator de mașini CNC la o fabrică de lângă Torino, înainte de a fi concediat în martie 2020.

## Carieră

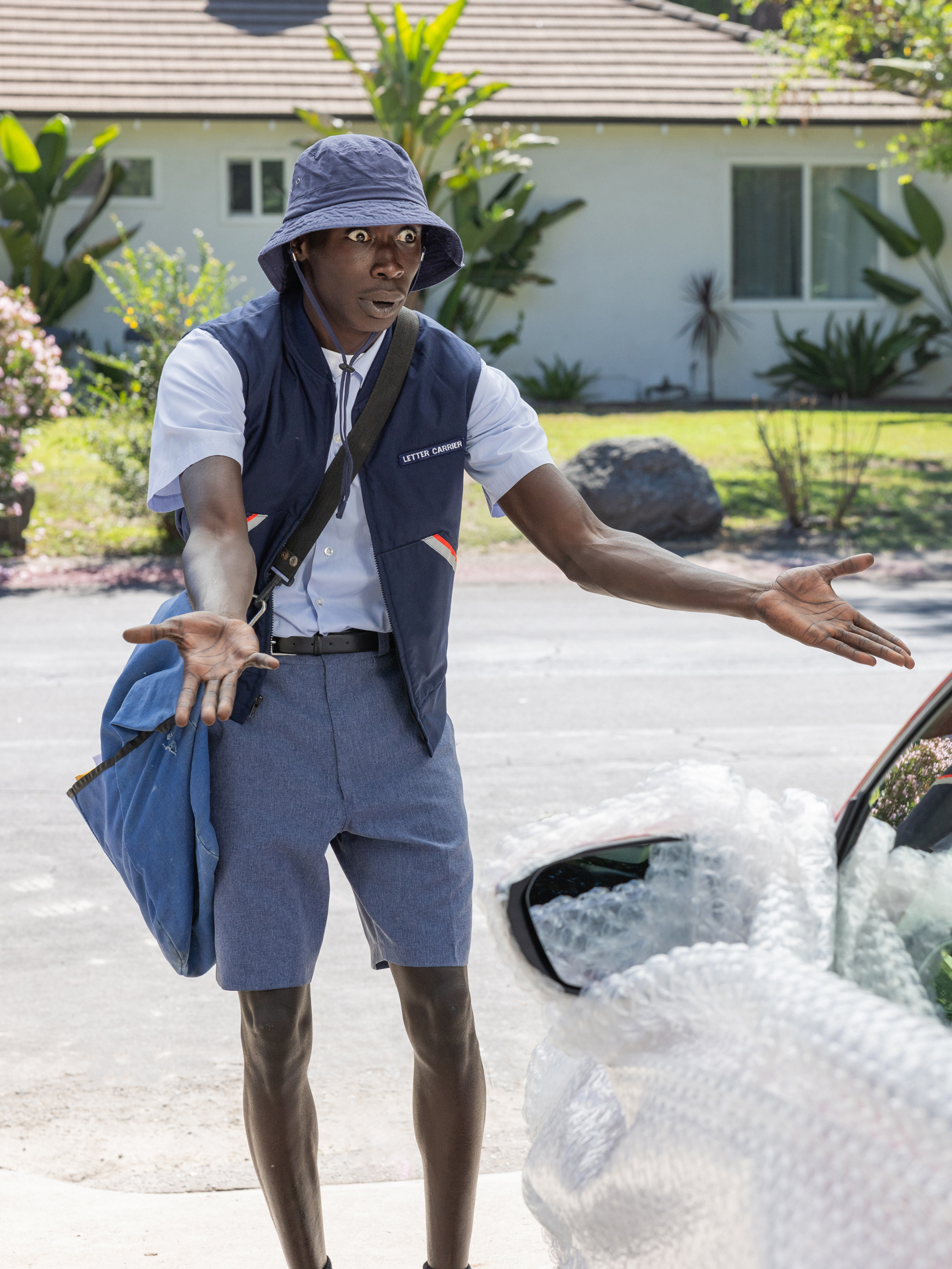
Lame făcându-și gestul semnătură cu mâinile în timp ce era îmbrăcat ca poștaș.

După ce a fost concediat în timpul pandemiei de COVID-19, Lame a început să posteze pe TikTok.  Primele sale videoclipuri l-au arătat dansând și urmărind jocuri video. El a crescut la popularitate cu răspunsurile sale video la videoclipuri care descriu „hack-uri de viață” complicate, în care el realiza aceeași sarcină într-un mod simplu, fără a spune nimic, iar la final realiza un gest cu mâinile care i-a devenit gest semnătură. În aprilie 2021, l-a depășit ca popularitate pe TikTok-ul italian pe Gianluca Vacchi, iar ulterior l-a depășit pe Addison Rae⁠(d), devenind a doua personalitate cea mai urmărită de pe platformă. În august 2021, Lame a apărut alături de Juventus FC când au făcut anunțul despre Manuel Locatelli. În septembrie 2021, a participat la Festivalul de Film de la Veneția ca invitat special pentru prima proiecție a filmului francez Lost Illusions⁠(d), de Xavier Giannoli⁠(d). În ianuarie 2022, Lame a semnat un parteneriat pe mai mulți ani cu Hugo Boss și a fost prezentat în campania #BeYourOwnBoss.
În 2022 a fost listat în lista Fortune pentru personalități din Cultură și artă cu vârsta sub 40 de ani  și sun 30 de ani. Iar la 22 iunie 2022, Lame a devenit cel mai urmărit creator al TikTok, depășind-o pe Charli D'Amelio, cu 142,1 milioane de urmăritori.
În 2022 Lame a fost jurat la Festivalul de la Cannes pentru scurtmetrajele TikTok.  Din 2023, Lame a devenit memru în juriul emisiunii de televiziune Italia's Got Talent⁠(d) .
În 2025 a fost numit ambasador al bunăvoinței UNICEF.